# Coenonympha hertae
Coenonympha hertae är en fjärilsart som beskrevs av Hermann Stauder 1922. Coenonympha hertae ingår i släktet Coenonympha och familjen praktfjärilar. Inga underarter finns listade i Catalogue of Life.